# گژن پین

گژن پین موتور پژو 206 و 405

گژن پین (به انگلیسی: Gudgeon pin)  میله‌ای است تو خالی که سر کوچک شاتون را به پیستون مربوط می‌کند. برای آنکه در عین سخت بودن، حالت خمش نیز داشته باشد پس از تهیه آن از فولاد به‌سازی شده، سطوح خارجی آن را با روش سمانتاسیون سخت می‌کنند.

## روش اتصال
شاتون از وسط پیستون بالا می‌آید. وسط پیستون نیز محلی برای گذر کردن گژن‌پین است. در واقع گژن‌پین از این حفره پیستون عبور می‌کند و با گذشت از حفره بالای سر شاتون، از سمت دیگر پیستون بیرون می‌آید و به این ترتیب، این دو قطعه به هم متصل می‌شوند. اما از آنجایی که فشار و سرعت حرکت در این قسمت زیاد است، باید روانکاری آنها نیز به خوبی انجام شود. به این خاطر از یک بوش در دور گژن‌پین استفاده می‌شود تا گژن‌پین درون آن قرار بگیرد.
همچنین در بعضی موتورها گژنپین در داخل سوراخ کوچک شاتون ثابت است و به اصطلاح عامیانه پرس میشود و فقط در داخل سوراخ های پیستون حرکت میکند.روانکاری فقط در داخل سوراخ های پیستون از طریق سوراخ بر روی قسمت قرارگیری گژنپین در پیستون و یا از طریق شیارهای داخل سوراخ های پیستون انجام میگیرد.

## روغن‌کاری گژن‌پین
به دو روش عمده صورت می‌گیرد.
روش اول:ممکن است شاتون در امتداد خود تا بالا دارای سوراخ روغن‌کاری باشد و از این طریق روانکار به گژن‌پین برسد.
روش دوم:ممکن است پیستون در زیر رینگ‌های روغنی خود دارای منافذی برای عبور روغن به سمت گژن‌پین باشد(در شاتون های پرسی فقط روش دوم قابل استفاده است).ساییده‌شدن و لقی بیش از حد این قطعه درون شاتون، منجر به ایجاد صدایی تق‌تق مانند درون موتور می‌شود که برای رفع آن لازم است تا موتور باز شود. به همین خاطر روانکاری درست موتور و تعویض به‌موقع روغن برای روانکاری قطعاتی مثل گژن‌پین که به صورت مستقیم روانکاری نمی‌شوند، اهمیت بالایی پیدا می‌کند.